# Красная звезда (ансамбль)
ФГБУ «Ансамбль «Красная Звезда» РВСН»— ансамбль песни и пляски Ракетных войск стратегического назначения.
Полное наименование: Федеральное государственное бюджетное учреждение «Ансамбль песни и пляски «Красная звезда» Ракетных войск стратегического назначения» Министерства обороны Российской Федерации

## История
Ансамбль песни и пляски Ракетных войск стратегического назначения «Красная Звезда» создан по директиве Министра обороны СССР и Генерального штаба ВС СССР в 1977 году.
Свою творческую концертную деятельность коллектив начал в феврале 1978 года. С первых дней своего существования ансамбль стал активным помощником командования в деле воинского, эстетического и нравственного воспитания военнослужащих и членов их семей. За 30 лет ансамблем дано более 25 тысяч концертов, основная часть которых проходила в отдалённых воинских частях и военных городках ракетчиков-стратегов.
Создание ансамбля песни и пляски РВСН — самого современного и мощного вида Вооруженных Сил — требовало особого подхода. Так, в первые в военном ансамбле, вместо традиционного мужского, появился смешанный хор. Введение женской группы и эстрадного оркестра для того времени было очень смелым и непростым шагом. Многие проблемы пришлось решать «с нуля».
Значительный вклад в создание и становление ансамбля внес первый художественный руководитель, заслуженный артист РСФСР — Гектор Вазгенович Канаян.
Много сил и весомый вклад внесли Виктор Гришко, Владимир Дашкеев, Евгений Карелин.
Неоценимую помощь ансамблю оказывали высшие начальники Ракетных войск:
Главный маршал артиллерии Главнокомандующий Ракетными войсками В. Ф. Толубко, начальник Политического Управления РВСН генерал-полковник П. А. Горчаков, генерал-полковник М. Г. Григорьев, генералы Лукин, Локтев, Ларин, полковники Чередниченко, Плетнёв, Шагун и многие другие офицеры штаба и Политического Управления Ракетных войск.
За короткий период было создано несколько разнообразных концертных программ, которые с большим успехом были показаны в разных частях и гарнизонах, а также на центральных площадках Москвы.
Весомый вклад в первые успехи коллектива внесли прекрасные музыканты: Валерий Киселёв, Александр Зеленчук, Наталья Бурнашёва, Лидия Тихонова, Николай Яньков, Николай Сучков, Борис Дьяконов, Сергей Дремчук, Ренат Залялютцинов, Елена Смирнова, Елена Лакеева, Марина Ященко, Елена Матвеева, Евгений Гужов.
В 1981—1983 годах коллективом руководил Заслуженный деятель искусств Латвийской ССР Валентин Савельев. В это время ансамбль был в постоянном поиске. Смело пробуются новые формы военного искусства: режиссёрски поставленные номера в концертах, программы с единым общим замыслом, музыкальные спектакли.
В 1983 году ансамбль возглавил Народный артист России Анатолий Николаевич Бажалкин, отметивший в 2003 году 30-летие своей творческой деятельности.
C большой отдачей в ансамбле в разное время работали Эдвард Кучинский, Владимир Павлов, Василий Пьянов, Владимир Белоус, Ольга Савченко, Ольга Менделеева,Андрей Рябцев, Владимир Минин, Людмила Широковская, Светлана Коршунова, Николай Рабовский, Пётр Матрёничев и другие.

## Руководители
- 1977 — 1981 — подполковник Гектор Вазгенович Канаян
- 1981 — 1983 — подполковник Валентин Леонидович Савельев
- 1983 — 2006 — полковник Анатолий Николаевич Бажалкин
- 2007 — 2008 – подполковник Владимир Васильевич Кулаков
- 2008 — 2010 — Лев Васильевич Кузьмин
- 2010 —  2013 — Николай Наумович Рабовский
- 2013 — 2019 — подполковник Олег Дмитриевич Неклюдов
- 2019 — н.в. — майор Антон Викторович Жевняк